# Tim Wakefield
Pour les articles homonymes, voir Wakefield (homonymie).
Timothy Stephen Wakefield, né le 2 août 1966 à Melbourne (Floride) et mort le 1er octobre 2023 à Satellite Beach (Floride), est un lanceur droitier de baseball américain ayant évolué 19 saisons dans les Ligues majeures, dont 17 avec les Red Sox de Boston. 
Artiste de la balle papillon (knuckleball), lancer à la trajectoire imprévisible, Tim Wakefield participe à un match d'étoiles, remporte 200 victoires en carrière et gagne la Série mondiale avec Boston en 2004 et 2007.

## Biographie

### Pirates de Pittsburgh
Après des études secondaires à l'Eau Gallie High School de Melbourne (Floride), Tim Wakefield suit des études supérieures au Florida Technical College. Il est repêché le 1er juin 1988 par les Pirates de Pittsburgh au huitième tour de sélection. Il est alors joueur de premier but et ne devient lanceur qu'en 1989. Il utilise principalement la balle papillon, dont la vélocité à ses débuts n'atteint que 74 km/h, tandis que sa balle rapide n'est chronométrée qu'à 113 km/h.
Après quatre saisons en Ligues mineures, il débute en Ligue majeure le 31 juillet 1992.

### Red Sox de Boston

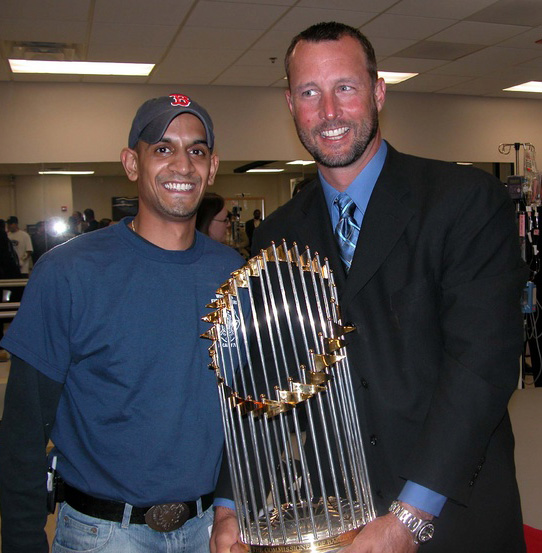
Tim Wakefield, à droite, tenant le trophée des gagnants de la Série mondiale 2004.

Libéré de son contrat par les Pirates le 20 avril 1995, Tim Wakefield signe chez les Red Sox de Boston six jours plus tard.
Il remporte les séries mondiales 2004 et 2007 avec les Red Sox de Boston et une sélection au match des étoiles (2009).
Wakefield poursuit en 2011 sa 200e victoire en carrière. Il l'obtient finalement après 8 essais infructueux le 13 septembre au Fenway Park dans un match face aux Blue Jays de Toronto. Il termine l'année avec 7 victoires, 8 défaites et une moyenne de points mérités de 5,12 en 154 manches et deux tiers.
À sa dernière saison en saison 2011, Wakefield est le joueur le plus âgé des ligues majeures. Il est après celle-ci le joueur en activité des majeures comptant le plus de victoires et de manches lancées.
À 45 ans et après 19 saisons, il annonce sa retraite le 17 février 2012.
Wakefield détient le record des majeures pour le plus grand nombre de départs consécutifs sans réussir de blanchissages, soit 353 matchs comme lanceur partant sans en réussir un. Son dernier jeu blanc en carrière est réussi le 29 juillet 1997.
Durant la saison 2011, les cinéastes Ricki Stern et Anne Sundberg ont suivi Tim Wakefield et R. A. Dickey, lanceur de balle papillon des Mets de New York, et tourné le documentaire Knuckleball!, paru en 2012,

### Mort
Tim Wakefield meurt d'un cancer du cerveau le 1er octobre 2023  à Satellite Beach (Floride), à l'âge de 57 ans,.

## Statistiques
| Saison | Équipe     | G   | GS  | CG | SHO | V   | D   | SV | IP     | SO   | ERA  |
| ------ | ---------- | --- | --- | -- | --- | --- | --- | -- | ------ | ---- | ---- |
| 1992   | Pittsburgh | 13  | 13  | 4  | 1   | 8   | 1   | 0  | 92.0   | 51   | 2,15 |
| 1993   | Pittsburgh | 24  | 20  | 3  | 2   | 6   | 11  | 0  | 128.1  | 59   | 5,61 |
| 1995   | Boston     | 27  | 27  | 6  | 1   | 16  | 8   | 0  | 195.1  | 119  | 2,95 |
| 1996   | Boston     | 32  | 32  | 6  | 0   | 14  | 13  | 0  | 211.2  | 140  | 5,14 |
| 1997   | Boston     | 35  | 29  | 4  | 2   | 12  | 15  | 0  | 201.1  | 151  | 4,25 |
| 1998   | Boston     | 36  | 33  | 2  | 0   | 17  | 8   | 0  | 216.0  | 146  | 4,58 |
| 1999   | Boston     | 49  | 17  | 0  | 0   | 6   | 11  | 15 | 140.0  | 104  | 5,08 |
| 2000   | Boston     | 51  | 17  | 0  | 0   | 6   | 10  | 0  | 159.1  | 102  | 5,48 |
| 2001   | Boston     | 45  | 17  | 0  | 0   | 9   | 12  | 3  | 168.2  | 148  | 3,90 |
| 2002   | Boston     | 45  | 15  | 0  | 0   | 11  | 5   | 3  | 163.1  | 134  | 2,81 |
| 2003   | Boston     | 35  | 33  | 0  | 0   | 11  | 7   | 1  | 202.1  | 169  | 4,09 |
| 2004   | Boston     | 32  | 30  | 0  | 0   | 12  | 10  | 0  | 188.1  | 116  | 4,87 |
| 2005   | Boston     | 33  | 33  | 3  | 0   | 16  | 12  | 0  | 225.1  | 151  | 4,15 |
| 2006   | Boston     | 23  | 23  | 1  | 0   | 7   | 11  | 0  | 140.0  | 90   | 4,63 |
| 2007   | Boston     | 31  | 31  | 0  | 0   | 17  | 12  | 0  | 189.0  | 110  | 4,76 |
| 2008   | Boston     | 30  | 30  | 1  | 0   | 10  | 11  | 0  | 181.0  | 117  | 4,13 |
| 2009   | Boston     | 23  | 23  | 2  | 0   | 11  | 5   | 0  | 129.2  | 72   | 4,58 |
| 2010   | Boston     | 32  | 19  | 0  | 0   | 4   | 10  | 0  | 140.0  | 84   | 5,34 |
| Totaux | Totaux     | 594 | 440 | 32 | 6   | 193 | 172 | 22 | 3071.2 | 2063 | 4,38 |

| Saison | Équipe     | G  | GS | CG | SHO | V | D | SV | IP   | SO | ERA   |
| ------ | ---------- | -- | -- | -- | --- | - | - | -- | ---- | -- | ----- |
| 1992   | Pittsburgh | 2  | 2  | 0  | 0   | 2 | 0 | 0  | 18.0 | 7  | 3,00  |
| 1995   | Boston     | 1  | 1  | 0  | 0   | 0 | 1 | 0  | 5.1  | 4  | 11,81 |
| 1998   | Boston     | 1  | 1  | 0  | 0   | 0 | 1 | 0  | 1.1  | 1  | 33,75 |
| 1999   | Boston     | 2  | 0  | 0  | 0   | 0 | 0 | 0  | 2.0  | 4  | 13,50 |
| 2003   | Boston     | 5  | 3  | 0  | 0   | 2 | 2 | 0  | 21.2 | 17 | 3,82  |
| 2004   | Boston     | 4  | 1  | 0  | 0   | 1 | 0 | 0  | 11.0 | 8  | 9,81  |
| 2005   | Boston     | 1  | 1  | 0  | 0   | 0 | 1 | 0  | 5.1  | 4  | 6,75  |
| 2007   | Boston     | 1  | 1  | 0  | 0   | 0 | 1 | 0  | 4.2  | 7  | 9,64  |
| 2008   | Boston     | 1  | 1  | 0  | 0   | 0 | 1 | 0  | 2.2  | 0  | 16,88 |
| Totaux | Totaux     | 18 | 11 | 0  | 0   | 5 | 7 | 0  | 72.0 | 54 | 6,75  |

Note : G = Matches joués ; GS = Matches comme lanceur partant ; CG = Matches complets ; SHO = Blanchissages ; 
V = Victoires ; D = Défaites ; SV = Sauvetages ; IP = Manches lancées ; SO = Retraits sur des prises ; ERA = Moyenne de points mérités.